# Новомосковський ізвод
Новомосковський ізвод церковнослов'янської мови (рос. Новомосковский извод церковнославянского языка) — найменування московської редакції або вимови (ізводу) церковнослов'янської мови середнього періоду. У даний час офіційно використовується в богослужінні Московським патріархатом. Виник в середині XVII століття, в ході книжкової справи патріарха Никона.

## Історія
З розвитком друкарства в другій половині XVI століття виникла потреба в кодифікації норм писемної мови в Московії.
У старообрядної традиції у вживанні залишився старомосковський ізвод церковнослов'янської мови, а в патріаршій церкві склався інший ізвод, званий Синодальним або новоцерковнослав'янським. Він виник із з'єднання українсько-білоруських норм з московськими, в окремих випадках звірені з грецьким зразкам. У другій половині XVII століття так були виправлені основні богослужебні книги — Служебник, Требник, Тріодь, Мінея, а в XVIII столітті виправляється і весь текст Біблії, результатом чого стало видання в 1751 році так званої Єлизаветинської Біблії, що залишається у вживанні і понині. Згодом все видання на території Російської імперії пропонується здійснювати за звіреними московським зразкам, в результаті чого Київський ізвод почав не використовуватися на підросійській території України, а залишається у вживанні лише в Руській унійній церкві в Галичині і Закарпатті, поза межами юрисдикції Московського патріархату. Тоді ж новомосковський ізвод поширюється і серед південних слов'ян і волохів, де через панування Османської імперії церковнослов'янська література перебувала в занепаді.